# Pierre De Grandi
Pour les articles homonymes, voir Grandi.
Pierre DeGrandi, né à Vevey le 13 septembre 1941et mort le 23 mars 2024, est un médecin et écrivain vaudois.

## Biographie
Né en 1941, fils du peintre Italo De Grandi, Pierre De Grandi obtient son diplôme de médecine en 1966 et son doctorat en 1970, à Lausanne. Après une formation de base en chirurgie à Lausanne et quatre ans à la Universitäts-Frauenklinik de Bâle, il se perfectionne à Los Angeles (UCLA) et à Bombay. Spécialiste FMH en gynécologie obstétrique, il est rappelé en 1977 à Lausanne, en qualité de chef de clinique. En 1980, il obtient le titre de Privat-Docent et d’agrégé d’urologie gynécologique.

### Activité médicale
En 1982, il est nommé Professeur ordinaire de la Faculté de médecine de Lausanne et Chef du service de gynécologie du Centre hospitalier universitaire vaudois (CHUV). Ses intérêts scientifiques se centrent dès lors sur l’urologie et l'oncologiegynécologiques, puis sur l'immunité des muqueuses génitales Chirurgien, tout en étant attaché à la prévention, il fait œuvre de pionnier en développant dans le canton de Vaud le premier programme de dépistage du cancer du sein en Suisse. (1994) 
En 1990, Pierre De Grandi devient Chef du département de gynécologie–obstétrique du CHUV, charge qu'il cumule dès 1995 avec celle de Directeur médical du CHUV.

### Activité littéraire
Après sa retraite en 2007, Pierre De Grandi, dès lors Professeur honoraire à la Faculté de médecine de Lausanne, « lâche le bistouri pour la plume » et publie son premier roman, YXSOS ou le Songe d’Ève, en 2011, aux Éditions Plaisir de Lire. Qualifié de féministe, ce roman d'anticipation évoque un virus qui menace l'ensemble du genre masculin. Avec une "vision humaniste", l'auteur suscite une "réflexion sur les sexes", et leur place dans la société. Marc Atallah, spécialiste de Science-Fiction et directeur de la Maison d'Ailleurs, Musée de l'Utopie, fait référence à YXSOS pour projeter son imagination vers "Un Monde Sans Hommes, Fiction, vous avez dit, fiction?" 
Dans la même maison d’édition, Pierre De Grandi publie Le tour du quartier (2015) et Quand les mouettes ont pied (2017).
Dans Le tour du quartier, un chien raconte son quotidien, ses rencontres, et plus particulièrement celle qui amène le lecteur à comprendre comment il se fait qu’il lise ce qu’un chien, contrairement aux apparences, n’a évidemment pas écrit.
Quand les mouettes ont pied, met en scène des personnages qui tissent la trame de leur propre drame au fil de leur procrastination, c’est-à-dire en remettant à plus tard ce qu’ils savent pourtant devoir faire avant qu’il ne soit trop tard. Le lecteur se trouve mis en face de ses propres indécisions, dans une impression diffuse de catastrophe imminente.
En collaboration avec Michaël Reinhardt, graveur, Pierre De Grandi publie Une escapade aux Hébrides (2016), un livre d’art réalisé dans les ateliers de l’imprimeur Raymond Meyer, à propos d’un voyage dans les îles Hébrides extérieures.
Dans Casimir ou la vie derrière soi, un roman publié en 2021 aux Editions Slatkine, Pierre De Grandi aborde la notion de la mort en général et de sa propre finitude en particulier. Dans ce journal imaginaire rythmé par les saisons, un vieillard de 88 ans nommé Casimir aborde de manière libre et facétieuse de nombreux sujets comme les événements, les rencontres, les souvenirs, les émotions, les rêves, les interrogations et les opinions qui ont marqué sa vie.
En 2023, Pierre De Grandi publie Sursis un compte rendu autobiographique aux Editions Slatkine. Face à un cancer, assailli de questions, il cherche à combler les abîmes de ses doutes par les contorsions de son raisonnement et les lumières de son imagination.

### Mécénat
En 2017,  Pierre De Grandi met à disposition, pour y ouvrir un musée, la maison familiale  construite pour Italo De Grandi, en 1939, à Corseaux/Vevey (Suisse) par l’architecte Alberto Sartoris. Avec son frère François, il y crée L'Atelier De Grandi destiné à abriter une exposition permanente des œuvres de leur père et oncle, les frères Italo et Vincent De Grandi, ainsi que des expositions temporaires d’artistes suisses.

## Publications

### Publications scientifiques
- De Grandi, Pierre et alii, Médicaments, grossesse et lactation, Médecine et Hygiène, 2006 (3e édition), 199 p.  (ISBN 288049219X)
- De Grandi, Pierre et Pellet Bertrand, Urgences gynécologiques, diagnostic différentiel et traitements, Paris : Masson, 1989, 236 p.  (ISBN 978-2-225-81799-1)
- De Grandi, Pierre, Incontinence urinaire en gynécologie, Paris : Masson, 1980, 194 p.  (ISBN 978-2-88036-024-5)

### Publications littéraires
- De Grandi, Pierre, YXSOS ou le Songe d'Ève, Éditions Plaisir de Lire, 2011, 264 p.  (ISBN 978-2-88387-068-0)
- De Grandi, Pierre, Le tour du quartier, Éditions Plaisir de Lire, 2015, 237 p.   (ISBN 978-2-940486-47-2)
- De Grandi, Pierre, Quand les mouettes ont pied, Éditions Plaisir de Lire, 2017,  203 p.   (ISBN 978-2-940486-85-4)
- De Grandi, Pierre, Casimir ou la vie derrière soi, Editions Slatkine, 2021, 324 p.  (ISBN 978-2-832110-76-8)
- De Grandi, Pierre, Sursis, Editions Slatkine, 2023, 224 p.  (ISBN 978-2-832112-49-6)